# ديفيد بول
ديفيد بول (بالإنجليزية: David Pall)‏ (و. 1914 – 2004 م) هو عالم، وكيميائي كندي، ولد في ثاندر باي، أونتاريو، توفي عن عمر يناهز 90 عاماً، بسبب مرض آلزهايمر.

## جوائز
حصل على جوائز منها:
- قلادة العلوم الوطنية الأمريكية في مجال التكنولوجيا والإبتكار.